# たかおみゆき
たかお みゆき（1971年9月3日 - ）は、日本のお笑いタレント。吉本新喜劇座員。旧芸名および本名は高尾 美由紀（読み同じ）。
大阪府摂津市出身。吉本興業所属。

## 人物・略歴
同じく新喜劇座員で座長のすっちーと同級生で、幼稚園から中学まで同じであった。
神戸塩原女子高等学校卒業。
趣味は映画、音楽鑑賞。

## 芸歴
お笑いの世界の人間としては若い年齢（高校生の年齢）でデビューしておりNSC7期生。同期には、雨上がり決死隊、なるみ、矢部美幸（元ちゃんねるず。ナインティナイン・矢部浩之の実兄）などがいる。
芸歴としては古い女優で、1989年10月から半年間行われた「吉本新喜劇やめよっカナ!?」キャンペーン時の新喜劇にも出演していた。「やめよっカナ!?」終了と同時に退団、松竹芸能に入社して事務員を約10年経験ののち、1999年10月に完全な新人扱いとして再入団。本名の高尾美由紀として活動し、2005年にひらがなに改名。
辻本茂雄が座長を務めている時にはほぼ毎回出演。前フリの客役で出演し、辻本によって腹いせに手荷物を顔にぶつけられ退場するというパターンが定着しているが、稀にストーリーラインに絡む役を演じることもある。

## 役柄
- 小米良啓太などの彼女として、カップル2組で現れ、もう一方のマドンナ的存在の宇都宮まきや五十嵐サキたちが「かわいいですね〜」などとほめられると自分も言われようとするも、当人は辻本などに「なんじゃその顔?」といつも比較されけなされる役である。安尾信乃助に至っては、「いや〜、かわいいですかぁ?」と疑問形のギャグでボケられている。
- 特にホテルや民宿などの中での設定の新喜劇では、最後の最後までいじられる。例えば、エレベーターに4人で乗って「ブ〜」と定員オーバーの際、彼女だけが降りて、ぢゃいこなどのデブ系キャラクターが乗ってもそのままエレベーターは動く、といった内容。「このエレベーターはブサイクに反応するんです〜」と言われ、「そんなわけないわ〜」と1人で乗っても「ブ〜」とブザーがなる始末。このエレベーターは、バケツをかぶるとブザーが止まる。浅香あき恵が使う「あき恵用」と書かれたバケツ（骸骨のお面であることもある）も置いてある。なお、いじる役は辻本がほとんどである。
- 彼女のギャグとしては、烏川耕一や高井俊彦などの番頭役に注意されたバイト役の辻本が逆切れをして手荷物を振り回して、彼女の顔当たるというものもある。
- ブサイクと言われて怒り反抗するが、辻本茂雄が演じる「茂造」が持つ杖で思い切り殴られたり、カバンを顔に当てられたり、階段から落とされたりとめちゃくちゃな仕打ちを受ける。ビンタをされたり、蹴りを入れられたりと暴力を受ける時もある。

## 出演

### テレビドラマ
- 孤独のグルメ Season6 第1話（2017年4月8日、テレビ東京） - 美容室女性店主 役